# Leonid Mandelsjtam
Leonid Isaakovitj Mandelsjtam (russisk: Леонид Исаакович Мандельштам , hviderussisk: Леанід Ісаакавіч Мандэльштам tr. Leanid Isaakavitj Mandelsjtam ; født 4. maj 1879 i Mahiljow, Russiske Kejserrige (i dag Hviderusland, død 27. november 1944 i Moskva) var en sovjetisk fysiker med hviderussisk-jødisk baggrund.
Han studerede på Novorossiya-universitetet i Odessa, men blev bortvist i 1899 på grund af politiske aktiviteter og han fortsatte herefter sine studier ved universitetet i Strasbourg. Han forblev i Strasbourg indtil 1914, hvor han vendte tilbage til Rusland ved begyndelsen af Første Verdenskrig. Han blev tildelt Stalinprisen i 1942. Han døde i Moskva, 65 år gammel.
Hovedvægten af hans arbejde var en teori om oscillationer, som omfattede optik og kvantemekanik. Han var en medopdager af uelastisk kombinationsspredning af lys, der nu bruges i ramanspektroskopi. Den banebrydende opdagelse opdagelse (sammen med Grigorij Landsberg) fandt sted på Moskvas statsuniversitet blot en uge tidligere end en parallel opdagelse af de samme fænomener af C. V. Raman og K. S. Krishnan. Opdagelsen er dog på engelsk (og i andre vestlige lande) det opkaldt efter Raman.